# Atomització
El procés d'atomització és el trencament del líquid en petites gotes i els diferents tècniques per atomitzar un producte varien en funció de l'energia que es necessita per produir les gotes.
Hi ha quatre tipus per deshidratar aliments:

## Atomitzadors centrífugs
El líquid entra pel centre de l'atomitzador (cilindre rodó a 90-120m/s anomenat "bowl") i surt de l'atomitzador pel costat del "bowl" en forma d'una nebulització homogènia de gotes de 50-60 micròmetres de diàmetre.

## Atomitzadors de boquet a pressió
La nebulització del líquid s'aconsegueix per impulsió del líquid a elevada pressió a través d'una petita obertura.
Les ranures a la cara interna de la boquet fan que el núvol del producte atomitzat agafi forma de con i ocupi la totalitat del volum de la càmera de deshidratació.

## Atomitzadors de boquet de dos fluids
Es produeix per la turbulència creada per un fort corrent d'aire comprimit. No necessita pressions tant elevades però la mida de les gotes no és tant uniforme.

## Atomització de tovera ultrasònica
Aquest atomitzador funciona amb dos etapes:
- Primera etapa: s'atomitza el líquid amb una tovera.
- Segona etapa: s'aplica cavitació mitjançant l'aplicació d'ultrasons.